# Киселёв, Евгений Петрович
Евгений Петрович Киселёв (6 января 1939 — 16 марта 2021) — советский и российский учёный, академик ВАСХНИЛ/РАСХН и РАН.

## Биография
Родился в 1939 году в селе Белоногово Серышевского района Амурской области. В 1961 году закончил Ленинградский сельскохозяйственный институт и стал работать научным сотрудником на Дальневосточной опытной станции Всесоюзного института растениеводства. В 1974 году перешёл на работу в Дальневосточный НИИ сельского хозяйства, где прошёл путь от младшего научного сотрудника до заведующего отделом картофелеводства. В 1981 году стал доктором сельскохозяйственных наук, в 1988 году получил звание профессора и стал академиком ВАСХНИЛ. В 2013 году стал академиком РАН, состоял в Дальневосточном отделении РАН.

## Научные достижения
Е. П. Киселёв теоретически обосновал особенности технологии возделывания картофеля на грядках в зоне Дальнего Востока. Им были выведены высокопродуктивные сорта картофеля «Ветеран» и «Пионер», устойчивые к фитофторозу и другим болезням, и хорошо подходящие для влажных условий Приморья и Приамурья.
Имеет 7 авторских свидетельств и патентов на изобретения.

## Награды и премии
- Орден «Знак Почёта» (1986)
- Орден Дружбы (1999)[2]

## Основные публикации
- «Система ведения сельского хозяйства Дальнего Востока» — Хабаровск: Книжное издательство, 1979
- Е. П. Киселёв и др. «Картофель в Сибири и на Дальнем Востоке» — Москва: Россельхозиздат, 1982
- «Справочная книга огородника» — Хабаровск: Книжное издательство, 1986
- Б. Г. Анненков, Е. П. Киселёв «Технология производства семенного картофеля на индустриальной основе в Хабаровском крае: Рекомендации» — Новосибирск, 1988
- Е. П. Киселёв и др. «Азбука огородника и фермера» — Хабаровск: РИОТИП краевой типографии, 1995
- «Настольная книга овощевода Дальнего Востока и Сибири: 1999—2001» — Хабаровск: Приамурские ведомости, 1999
- «Приемы и методы биологизации производства картофеля на Дальнем Востоке» — Хабаровск, 2003